# Homobuurt

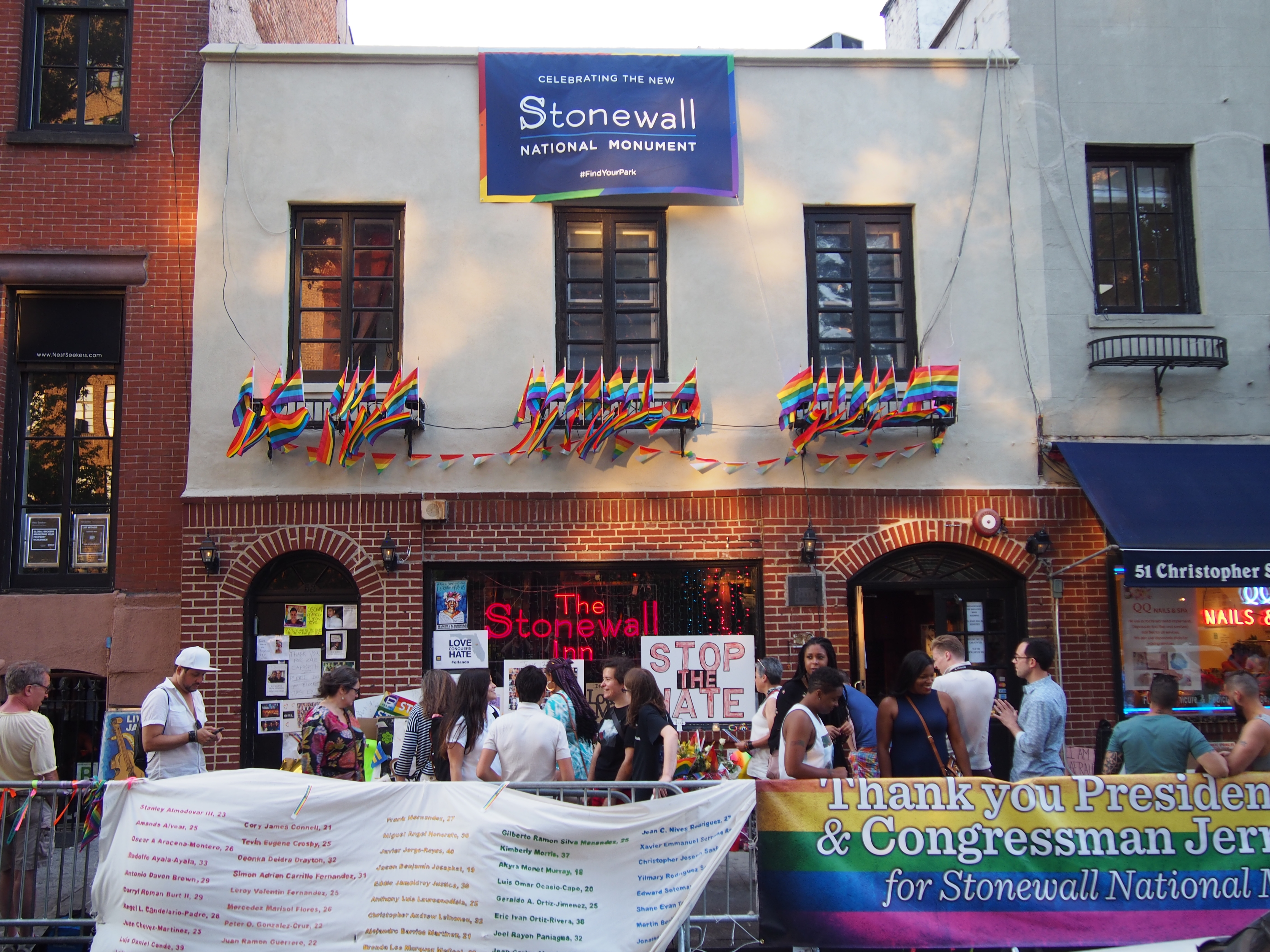
De Stonewall Inn in Greenwich Village, New York

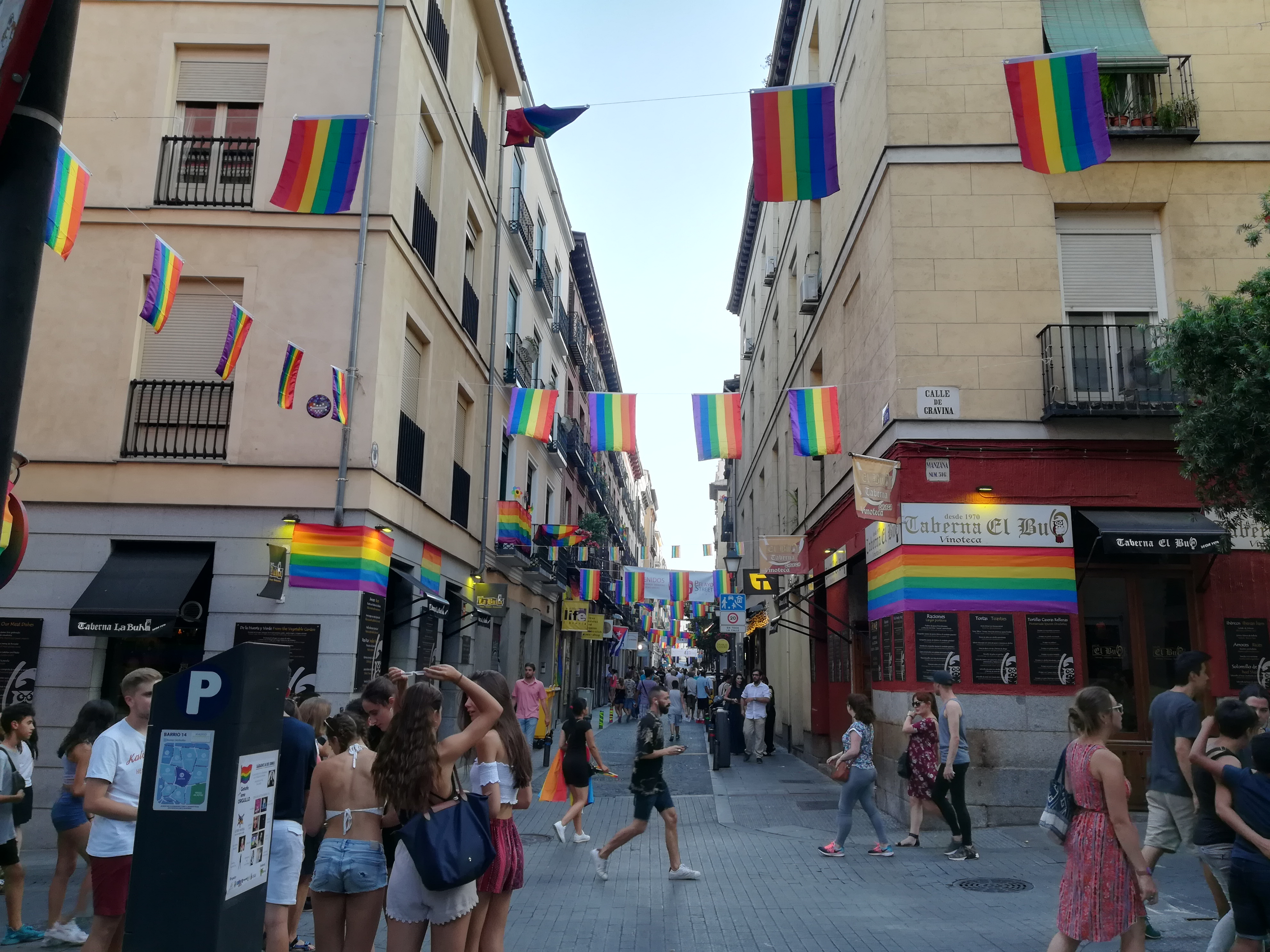
Chueca, Madrid tijdens de World Pride in 2017

Een homobuurt of homowijk (in het Engels een gay village) is een gedeelte van een stad of een dorp met een hoge concentratie leden van de LHBT-gemeenschap. Zo'n buurt heeft meestal duidelijke grenzen, en er zijn vaak veel gelegenheden en instellingen die gericht zijn op die gemeenschap, zoals cafés, nachtclubs, badhuizen, winkels en boekhandels. Vaak heeft de LHBT-gemeenschap de homobuurt succesvol gebruikt om uiting te geven aan zijn identiteit en culturele waarde.  

## Ontstaan
Voor het ontstaan van specifieke homobuurten, groepeerden leden van de LHBT-gemeenschap vaak samen in achterbuurten waar de autoriteiten meestal gedrag tolereerden dat van de sociaal geldende normen en waarden afweek, en die vaak een veilige haven waren in een vijandige omgeving. De eerste homobuurt ter wereld is de wijk Schöneberg in Berlijn, in de buurt van de Nollendorfplatz, ontstaan in de jaren '20 van de 20e eeuw. 
Vandaag de dag behoren veel homobuurten tot de welvarendere delen van een stad, die daar niet per definitie zijn ontstaan als vrijhaven tegen homogeweld, maar vanuit een esthetische of historische keuze door leden van de LHBT-gemeenschap. Voorbeelden hiervan zijn Le Marais in Parijs en Gaixample in Barcelona, een gedeelte van de wijk  Eixample. Voormalige achterbuurten die tegenwoordig homobuurt zijn, behoren door het proces van gentrificatie nu ook tot de betere delen van de stad waar ze zich bevinden. Voorbeelden hiervan zijn Greenwich Village in New York, waar bij de Stonewall-rellen in 1969 de homo-emancipatie is begonnen, Soho in Londen of Chueca in Madrid.
In sommige gevallen gaat het om een heel dorp waar van oudsher een tolerantere sfeer hing dan in de omgeving, vaak ook toevluchtsoorden voor kunstenaars. Voorbeelden hiervan zijn West Hollywood en Palm Springs in Californië, Verenigde Staten, Sitges in de buurt van Barcelona, of recenter Provincetown in Massachusetts, Verenigde Staten. 

## Andere homobuurten
Andere bekende homobuurten zijn Village Gai in Montreal, Canada, met de grootste LHBT-gemeenschap van Noord-Amerika, de wijk Castro in San Francisco, Verenigde Staten, Canal Street in Manchester, Verenigd Koninkrijk, de Kolenmarkt in Brussel, de buurt rondom de Opera op het Presqu'île in Lyon, Frankrijk en de Playa del Inglés op het Canarische eiland Gran Canaria. 